# Ectoedemia septembrella
Ectoedemia septembrella là một loài bướm đêm thuộc họ Nepticulidae. Nó được tìm thấy ở hầu hết châu Âu, phía đông đến miền nam part of the Palearctic ecozone. Nó cũng được tìm thấy ở Cận Đông.
Sải cánh dài 5–6 mm. Con trưởng thành bay vào tháng 5 và tháng 6 và một lần nữa vào tháng 8.
Ấu trùng ăn Hypericum bupleuroides, Hypericum caprifolium, Hypericum hircinum, Hypericum hirsutum, Hypericum hookerianum, Hypericum inodorum, Hypericum maculatum, Hypericum montanum, Hypericum nummularium, Hypericum patulum, Hypericum perforatum, Hypericum rhodoppeum, Hypericum serpyllifolium, Hypericum tetrapterum, Hypericum undulatum. Chúng ăn lá nơi chúng làm tổ. 